# Johannes Riedl
Johannes Riedl (Pirmasens, 2 gennaio 1950 – Pirmasens, 19 agosto 2010) è stato un calciatore e allenatore di calcio tedesco occidentale, di ruolo attaccante.

## Carriera
Nato a Pirmasens, in Renania-Palatinato, nell'allora Germania Ovest, era padre di Thomas Riedl, vincitore di una Coppa di Germania nel 1996 e dello storico titolo tedesco da neopromossa del 1998 con il Kaiserslautern.
Cresciuto nelle giovanili del Pirmasens, squadra della sua città, qui vi ha esordito in prima squadra nella stagione 1967-1968, nei campionati regionali. Nella stagione successiva è stato ingaggiato dal Duisburg, in Bundesliga, esordendo nella massima serie tedesca occidentale il 17 agosto 1968, titolare nel successo casalingo per 1-0 contro lo Schalke 04 alla 1ª giornata di campionato. Il 28 settembre dello stesso anno è andato in rete per la prima volta, realizzando il momentaneo 1-0 al 58' nel 2-0 interno con il Werder Brema dell'8ª di Bundesliga.
Dopo quattro anni a Duisburg, nel 1972 si è trasferito nella capitale, all'Hertha Berlino, dove è rimasto per due stagioni, passando nel 1974 al Kaiserslautern, dove ha avuto la sua militanza più lunga (sette stagioni) e dove ha giocato anche nelle coppe europee, debuttandovi il 14 settembre 1976, nell'andata del 1º turno di Coppa UEFA, sul campo dei ciprioti dell'EN Paralimni, giocando titolare e segnando il momentaneo 1-0 al 39', in una gara poi finita 3-1 per i tedeschi occidentali. In biancorosso ha raggiunto la finale di Coppa di Germania nel 1976 e nel 1981, perdendole entrambe, prima con l'Amburgo e poi con l'Eintracht Francoforte.
Lasciata Kaiserslautern, ha giocato due anni all'Arminia Bielefeld e uno al Kickers Offenbach, scendendo in campo per la 441ª e ultima volta in Bundesliga il 13 marzo 1984, con questi ultimi, nella netta sconfitta per 9-0 in trasferta contro il Bayern Monaco alla 21ª giornata di campionato. Con 441 apparizioni è 30º nella classifica di presenze nella Fußball-Bundesliga, a pari merito con la bandiera dell'Eintracht Francoforte Jürgen Grabowski.
Si è ritirato nel 1985, dopo un anno nelle serie minori con l'Edenkoben, guidato anche da allenatore dal 1988 al 1990.
È morto nel 2010, a 60 anni.